# Спасо-Преображенский собор (Болград)
Спасо-Преображенский собор — храм Одесской епархии Украинской православной церкви в городе Болграде. Памятник архитектуры национального значения.

## История
Собор построен в 1833—1838 годах по проекту архитектора Авраама Мельникова на средства болгарской общины города. После завершения постройки император Николай I подарил собору 12 колоколов разного звучания. Роспись интерьера выполнил Павел  Пискарёв в 1912—1914 годах.

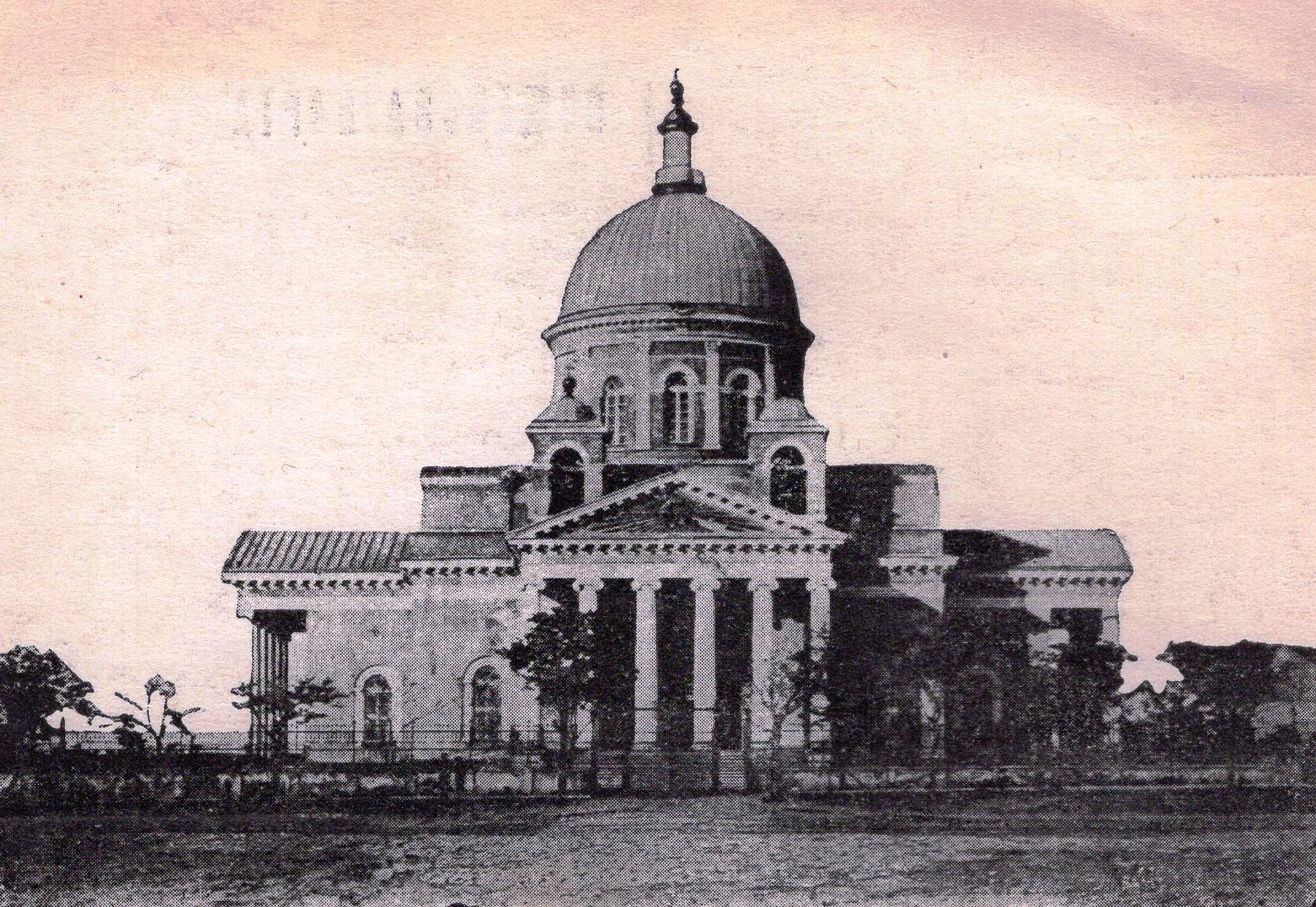
Спасо-Преображенский собор, 1938 год

26 января 2012 года собор пострадал в ходе пожара и лишился купола. Причина возгорания установлена не была. Предполагается, что ей могла стать халатность рабочих, проводивших ремонт, либо поджог. В Болгарии была начата кампания по сбору средств на восстановление собора. К лету 2015 года купол и крыша были восстановлены. С 10 октября 2016 года настоятелем собора является протоиерей Стефан Турлак. К лету 2018 года восстановлена роспись и отреставрирован и вызолочен иконостас. Бюджетные средства, якобы выделенные на восстановление собора после пожара, реально не поступили. Все выполненные работы были оплачены из личных средств ктитора храма Игоря Ивановича Плохого. 30 сентября 2018 года состоялось великое освящение восстановленного собора, которое возглавили патриарх Александрийский Феодор II и митрополит Киевский Онуфрий при участии более 15000 гостей.